# Зверев, Владимир Степанович
Владимир Степанович Зверев (1910—1982) — советский горный инженер и организатор производства, инженер-полковник, директор Норильского горно-металлургического комбината.

## Биография
Родился в 1910 году во Владикавказе.
С 1925 по 1931 год — ученик слесаря, токарь по металлу Садонского рудника, механик швейной фабрики.
В 1936 году окончил Северо-Кавказский горно-металлургический институт  по специальности подземная разработка рудных месторождений,  в который поступил, не имея среднего образования. 
С 1940 года начальник технического отдела и заместитель главного инженера Джезказганлага НКВД на строительстве Жезказганского горно-металлургического комбината.
С 1941 года главный инженер и заместитель начальника, с 1948 года начальник Норильского горно-металлургического комбината и одновременно начальник НИТЛ МВД СССР.
В период его руководства НИТЛ были построены большая обогатительная фабрика, медный завод, комбинат освоил новый вид продукции — технический селен, а на металлургическом (никелевом) заводе начал работать цех разделения файнштейна. Вместе с промышленными объектами возводились объекты социальной инфраструктуры, в том числе спортивные площадки, клубы и первый в Норильске санаторий «Горняк». В 1952 г. завершилась перестройка сети железных дорог Норильска на широкую колею.
С 1954 года заместитель начальника Главникелькобальта, с 1956 года главный инженер — заместитель начальника Главтитана Министерства цветной металлургии СССР. С 1957 года заместитель председателя Красноярского совнархоза.
С 1958 по 1975 год работал в системе атомной промышленности — главный инженер — заместитель начальника Главного управления горного оборудования (3-го Главного управления) Минсредмаша СССР.
Умер в 1982 году в Москве.